# Ozarba catoxantha
Ozarba catoxantha is een vlinder van de familie van de uilen (Noctuidae). De wetenschappelijke naam van deze soort is voor het eerst voorgesteld als Eustrotia catoxantha door George Francis Hampson in een publicatie uit 1910.
De soort komt voor in Namibië, Botswana en Zuid-Afrika.